# Metropolia Patna
Metropolia Patna – jedna z 24 metropolii kościoła rzymskokatolickiego w Indiach. Została erygowana 16 marca 1999.

## Diecezje
- Archidiecezja Patna
  - Diecezja Bettiah
  - Diecezja Bhagalpur
  - Diecezja Buxar
  - Diecezja Muzaffarpur
  - Diecezja Purnea

## Metropolici
- Benedict John Osta (1999-2007)
- William D’Souza (2007-2020)
- Sebastian Kallupura (od 2020)